# إريك ستولتز
إريك ستولتز (بالإنجليزية: Eric Stoltz) ولد بتاريخ 30 سبتمبر 1961، هو ممثل، مخرج ومنتج أمريكي. إشتهر بلعب دور روكي دينيس في فيلم قناع الذي رُشحه لجائزة جائزة غولدن غلوب لأفضل ممثل مساعد عام 1985.

## روابط خارجية
- إريك ستولتز على موقع IMDb (الإنجليزية)
- إريك ستولتز على موقع ألو سيني (الفرنسية)
- إريك ستولتز على موقع ميوزك برينز (الإنجليزية)
- إريك ستولتز على موقع تيرنر كلاسيك موفيز (الإنجليزية)
- إريك ستولتز على موقع أول موفي (الإنجليزية)
- إريك ستولتز على موقع قاعدة بيانات برودواي على الإنترنت (الإنجليزية)
- إريك ستولتز على موقع قاعدة بيانات الأفلام السويدية (السويدية)
- إريك ستولتز على موقع إن إن دي بي (الإنجليزية)
- إريك ستولتز على موقع ديسكوغز (الإنجليزية)
- إريك ستولتز على موقع قاعدة بيانات الفيلم (الإنجليزية)